# Convolvulus valentinus
Convolvulus valentinus Cav. es una especie de plantas de la familia de las convolvuláceas. Es una pequeña   correhuela de flores azules (también pueden ser rosa), es muy rara en Mallorca. 

## Hábitat
Se desarrolla en lugares rocosos costeros 

## Distribución
Es endémica de la región mediterránea meridional: En España se encuentra en Alicante y las  Islas Baleares.

## Descripción
Es una hierba perenne, con rizomas ramificados, de vilosa a pubescente, con indumento heterótrico, blanquecino, con pelos de 0,2-0,7 mm, adpreso-antrorsos, mezclados con otros más largos de 0,5-2,6(3,2) mm y erecto-patentes, raramente glabra. Tallos (6)8-25(40) × 0,11-0,25 cm, decumbentes, poco ramificados, de sección circular, sin resaltes lineares. Hojas (8)15-29(35) × (2)4-9(10) mm, enteras, con haz glabra y envés de laxa a densamente pubescente, con abundantes pelos adpresos; pecíolos (1)2-3(5) mm; las basales de oblongas a lineares, de ápice obtuso o subagudo y truncadas en la base, con pelos patentes en el envés; las superiores linear-oblongas, de ápice agudo o cortamente mucronado, cuneadas en la base, subsésiles, con pelos adpresos por el envés. Inflorescencia con 1-3(7) flores en cimas axilares y terminales, laxa; pedúnculo (10)12-30(37) mm, de ligeramente más corto a ligeramente más largo que la hoja axilante; brácteas (3,2)5-12(15) × (0,1)0,3-0,8 mm, subopuestas, lineares, agudas. Flor con pedicelo de (2)2,5-7(8) mm, más corto que el cáliz. Cáliz con sépalos de (6)6,5-9,5(10) × (2,2)2,5-3,7(4) mm, subiguales, con la base algo escariosa, densamente vilosos con pelos adpresos y patentes, rara vez glabros; los externos de ovado-lanceolados a oblongo-elípticos, agudos y con un margen membranáceo muy estrecho o que falta; los internos anchamente obovados, cuspidados y con margen membranáceo ancho. Corola (20)22-26(30) × (15)18-26(30) mm, de un violeta muy pálido, con la base amarilla y cinco bandas estrechamente triangulares con pelos cortos adpresos en la parte externa y de coloración más intensa. Androceo con estambres de (9)10-13(15) mm; filamentos con la base aplanada y glandular, blancos; anteras (2)2,4-3(3,6) × 0,8-1(1,3) mm, lisas, amarillentas. Nectario intraestaminal de 0,3-0,5 mm de altura. Gineceo con ovario glabro; estilo (4)6-7 mm, glabro; brazos estigmáticos 3-5 mm, blancos. Cápsula 5-7,2 × 5-7 mm, esférica o subesférica, más corta que el cáliz, glabra, con (2)4 semillas. Semillas 2,3-3 × 2-2,5 mm, negras, cubiertas de papilas blanquecinas en la madurez. Tiene un número de cromosomas de: 2n = 44.

## Taxonomía
Convolvulus valentinus fue descrito por Antonio José de Cavanilles  y publicado en Icon. 2: 65, tab. 180 fig. 2 (1793)
Etimología
Convolvulus: nombre genérico que procede del latín convolvere, que significa "enredar".
valentinus: epíteto geográfico que alude a su localización en Valencia.
Sinonimia
- Convolvulus suffruticosus Desf.
- Convolvulus valentinus subsp. suffruticosus (Desf.) Maire[6]

## Nombre común
- Castellano: campanera valenciana.[6]